# Вільмар Ролдан
Вільмар Рольдан (ісп. Wilmar Alexander Roldán Pérez; 24 січня 1980, Ремедіос) — колумбійський футбольний арбітр. Арбітр ФІФА з 2008 року. Один з арбітрів чемпіонату світу 2014 року. Головний суддя фінального матчу Копа Америка-2015.

## Біографія
Народився 24 січня 1980 року в невеликому місті Ремедіос департаменту Антйокія на північному заході Колумбії. Суддівством почав займатися в 14 років з обслуговування матчів місцевих регіональних турнірів. Незважаючи на юний вік користувався авторитетом на поле, отримавши прізвисько «Кастріллі Північно-Східної Антйокії», на честь знаменитого аргентинського судді Хав'єра Кастріллі, на якого був схожий манерою суддівства. 
23 лютого 2003 року у віці 23 років дебютував як головний арбітр у грі вищої ліги чемпіонату Колумбії. У січні 2008 року отримав статус рефері ФІФА. Є одним з наймолодших арбітрів, допущених до суддівства раунду плей-оф Кубка Лібертадорес. У різний час обслуговував матчі кубка Америки з футболу 2011 року, футбольного Олімпійського турніру 2012 року, чемпіонату світу з футболу серед молодіжних команд 2013 року.
15 січня 2014 року, разом з двома помічниками, так само колумбійцями, Умберто Клавіо та Едуардо Діасом обраний одним з арбітрів чемпіонату світу з футболу 2014 року в Бразилії. Проте вже в першому матчі на турнірі ця бригада арбітрів не зарахувала два чистих голи мексиканця Джовані дос Сантоса у грі проти збірної Камеруну (1:0). Після цього ФІФА відсторонила бокового арбітра Умберто Клавіо, проте Ролдан продовжив роботу на турнірі, відсудивши ще один матч групового етапу.
З жовтня 2015 обслуговує відбіркові матчі до чемпіонату світу 2018 року. Також у 2015 обраний до числа головних арбітрів Столітнього Кубка Америки 2016.
Влітку 2017 обслуговував матчі Кубка конфедерацій, що проходив у Росії.
У червні-липні 2019 обслуговував матчі Кубка Америки.